# زائور رمضان‌اف
زائور رمضان‌اف (انگلیسی: Zaur Ramazanov؛ زادهٔ ۲۷ ژوئیهٔ ۱۹۷۶) بازیکن فوتبال اهل جمهوری آذربایجان است.
از باشگاه‌هایی که در آن بازی کرده‌است می‌توان به باشگاه فوتبال خزر لنکران، باشگاه فوتبال باکو، باشگاه فوتبال قره‌باغ، باشگاه فوتبال مویک باکو، باشگاه فوتبال کاروان، و باشگاه فوتبال باکی‌لی اشاره کرد.
وی همچنین در تیم ملی فوتبال جمهوری آذربایجان بازی کرده‌است.